# Mark Seif
Mark Seif (Caïro, 4 oktober 1967) is een in Egypte geboren Amerikaans professioneel pokerspeler. Hij won zowel het $1.500 Limit Texas Hold'em- als het $1.500 No limit Texas Hold'em-toernooi van de World Series of Poker 2005, goed voor hoofdprijzen van $181.330,- en $611.145,-.
Seif werd geboren in Egypte, maar verhuisde toen hij twee jaar oud was met zijn familie naar de Verenigde Staten. In Los Angeles haalde hij een Juris Doctor plus een bachelor in economie. In 2001 ging hij professioneel poker spelen. Seif verdiende tot en met juni 2014 meer dan $2.450.000,- in pokertoernooien, cashgames niet meegerekend.

## Wapenfeiten
Seif haalde op de World Series of Poker 2003 voor het eerst een finaletafel van dit evenement. In het $3.000 No Limit Hold'em-toernooi werd hij toen negende. Op zijn volgende twee finaletafels moest hij twee jaar wachten, maar die leverden hem op de World Series of Poker 2005 allebei een titel op.
Ook op de World Poker Tour liet Seif zijn sporen na. Daarop bereikte hij in 2002 voor het eerst een finaletafel, toen hij vierde werd in het $5.000 No Limit Hold'em Championship van de WPT Legends of Poker 2002 (goed voor $38.700,-). Diezelfde plaats haalde hij vijf jaar later in het $5.000 No Limit Hold'em - Championship Event van de World Poker Challenge 2007 (goed voor $159.478,-). Vervolgens werd Seif vijfde in het $9.600 No Limit Hold'em -toernooi van de Borgata Poker Open 2008 (goed voor $287.500,- aan prijzengeld).

## Titels
Behalve zijn WSOP-titels won Seif onder meer:
- het $100 No Limit Hold'em-toernooi van Winnin' o' the Green 1999 ($11.800,-)
- het $200 No Limit Hold'em-toernooi van de Summer Challenge 1999 ($13.335,-)
- het $300 No Limit Hold'em-toernooi van Spring Pot of Gold 2000 ($12.480,-)
- het $500 No Limit Hold'em-toernooi van The Fourth Annual Jack Binion World Poker Open 2003 ($99.595,-)
- het $1.000 No Limit Hold'em-toernooi van Festa al Lago 2003 ($93.944,-)
- het $500 Seven Card Stud-toernooi van de Borgata Poker Open 2003 ($21.800,-)
- het $200 No Limit Hold'em-toernooi van Sport of Kings 2004 ($27.685,-)
- de $1.500 No Limit Hold'em - Final Day van Legends of Poker 2004 ($137.805,-)
- het $2.500 7 Card Stud-toernooi van het United States Poker Championship 2005 ($55.000,-)

## WSOP-titels
| Jaar                       | Toernooi                      | Prijs      |
| -------------------------- | ----------------------------- | ---------- |
| World Series of Poker 2005 | $1.500 Limit Texas Hold'em    | $181.330,- |
| World Series of Poker 2005 | $1.500 No limit Texas Hold'em | $611.145,- |